# نیروی ذخیره سپاه تفنگداران دریایی ایالات متحده آمریکا
نیروی ذخیره سپاه تفنگداران دریایی ایالات متحده آمریکا (انگلیسی: United States Marine Corps Reserve) اجزای ذخیره نیروهای مسلح ایالات متحده آمریکا در سپاه تفنگداران دریایی ایالات متحده آمریکا است. نیروی ذخیره تفنگداران دریایی یک سازمان اعزامی و جنگی است و در درجه اول برای تقویت و تحکیم واحدهای فعال سپاه تفنگداران دریایی در نقش اعزامی آنها طراحی شده است. این سازمان بزرگ‌ترین فرماندهی از نظر تعداد پرسنل در سپاه تفنگداران دریایی ایالات متحده است.
نیروهای ذخیره تفنگداران دریایی، همان آموزش‌ها را می‌گذرانند و در همان تخصص‌های حرفه‌ای نظامی مانند همتایان فعال خود کار می‌کنند. نیروی ذخیره تفنگداران دریایی ایالات متحده زمانی تأسیس شد که کنگره قانون تخصیص بودجه نیروی دریایی را در ۲۹ اوت ۱۹۱۶ تصویب کرد و مسئول ارائه واحدهای آموزش دیده و افراد واجد شرایط جهت بسیج شدن برای انجام وظیفه فعال در زمان جنگ، شرایط اضطراری ملی یا عملیات احتمالی است.